# غيري التغذية
غَيري التغذية أو غيري الاغتذاء أو مُتباين الاغتداء أو مُتغاير التغذية أو مُتَعض غير ذاتي التَغذية أو متبابنة التغذية أو خليط التغذية أو عضوي التغذية (الاسم العلمي: Heterotroph) وهوَ الكائن الحي الذي لا يستطيع تثبيت الكربون من المصادر غير العضوية (مِثل ثاني أكسيد الكربون) ولكن يستخدم المركبات العضوية للنمو، وتُقسم هذه الكائنات حسب طريقة حصولها على الطاقة، حيثُ تُقسم إلى كائنات ضوئية غيرية التغذية وَكائنات كيميائية غيرية التغذية.
تُعتبر الكائنات غيرية التغذية كائنات لا تقوم بصنع غذائها بنفسها وتعتمد على غيرها في الحصول على الغذاء أو المادة العضوية وهي تشمل الكائنات الحية الحيوانية بشكل أساسي، وتُعرف بشكل أبسط على أنها جميع الكائنات التي لا تقوم بعملية البناء الضوئي أو الكيميائي لتصنيع المادة العضوية.